# Tasztyp
Tasztyp (ros. Таштып) – wieś w Rosji, w Chakasji, ośrodek administracyjny rejonu tasztypskiego. W 2010 liczyła 6423 mieszkańców.